# ヘックラー島
ヘックラー島（ヘックラーとう、Hecla Island）はカナダのウィニペグ湖にある島である。マニトバ州ではヘックラ・グリンドストン州立公園（Hecla-Grindstone Provincial Park）として有名。アイスランド系移民村の一部だった為、住民のほとんどはアイスランド系であり、島名たる「ヘックラー」もアイスランドの火山ヘクラ山にちなんで名づけられている。ヘックラー島の北側にある灯台はヘックラー島の象徴である。昔にはアイスランド系小学校もあったが、現在は開校になった。美しい自然とゴルフ場があって観光客も多い。毎年アイスランドから訪問団が来ている。

## その他
- ウィニペグからヘックラー島まで：車で約1時間半

- ギムリからヘックラー島まで：車で約45分

- 島内に空港はない。